# Мороховец (село)
Мороховец (укр. Мороховець) — село,
Глубоковский сельский совет,
Харьковский район,
Харьковская область.
Код КОАТУУ — 6325180704. Население по переписи 2001 года составляет 44 (25/19 м/ж) человека.

## Географическое положение
Село Мороховец находится у истоков безымянного пересыхающего ручья, который через 4 км впадает в реку Липец.
На ручье пруд Мороховец.
На расстоянии до 1 км расположены сёла Олейниково и Красное.
В 4-х км находится граница с Россией.

## История
- 1730 — дата основания.
- В 1940 году, перед ВОВ, в Мороховце было 54 двора, совхоз "Трансторгпит" и сельсовет.
- [3] В ходе наступления Вооружённых  Сил Российской Федерации с 10-11 мая 2024 года находится под оккупацией России.

## Достопримечательности
- Братская могила советских воинов. Похоронено 30 воинов.